# رنگدانه فتوسنتزی

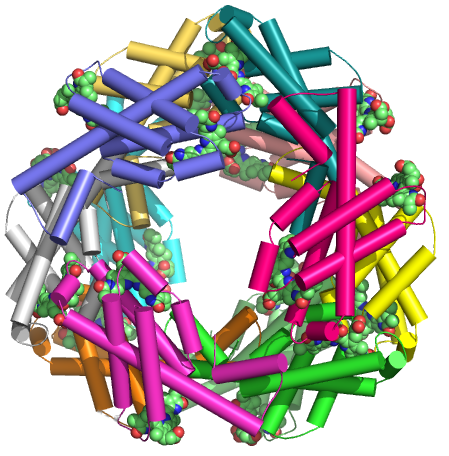
رنگدانه فتوسنتزی

رنگیزه فتوسنتزی (یا رنگیزه کلروپلاست) رنگیزه زیستی است که در کلروپلاست‌ها یا باکتری‌های فتوسنتز وجود دارد و انرژی نورِ لازم برای فتوسنتز را جذب می‌کند. رنگیزه های گیاهی (به ترتیب افزایش قطبیت):
- کاروتن: یک رنگیزه نارنجی
- زانثوفیل: رنگیزه زرد
- فیوفایتن آ: [۱] رنگیزه خاکستری قهوه‌ای
- فیوفایتن ب:[۱]  رنگیزه زرد قهوه‌ای
- کلروفیل آ: رنگیزه ای به رنگ سبز-آبی
- کلروفیل ب: رنگیزه‌ای به رنگ زرد-سبز

کلروفیل آ رایج‌ترین رنگیزه در هر گیاهی است که فتوسنتز انجام می‌دهد. دلیل وجود این همه رنگیزه گوناگون این است که هر یک می‌توانند در طیف الکترومغناطیسی مختلفی نور بیشتری را به خود جذب کنند. کلروفیل آ در طول موج ۴۰۰-۴۵۰ و در طول موج ۶۵۰-۷۰۰ نانومتر خوب کار می‌کند. کلروفیل ب در طول موج ۴۵۰-۵۰۰ نانومتر و ۶۰۰-۶۵۰ نانومتر خوب کار می‌کند. زانثوفیل در طول موج ۴۰۰-۵۳۰ نانومتر خوب کار می‌کند. با این حال هیچ کدام از رنگیزه‌ها در جذب منطقه نوری زرد-سبز که ما آن را در طبیعیت زیاد مشاهده می‌کنیم  خوب کار نمی‌کنند.

## باکتری‌ها
سیانوباکتر‌ها مانند گیاهان آب را به عنوان اهدا کننده الکترون برای فتوسنتز به کار می‌برند و بنابراین اکسیژن آزاد می‌کنند. همچنین کلروفیل را نیز به عنوان رنگیزه به کار می‌برند. افزون بر این، بیشتر سیانوباکتریها از فیکوبلی‌پروتئین‌ها که رنگیزه‌های هستند که در آب حل می‌شوند و در سیتوپلاسمِ کلروپلاست وجود دارند برای جذب انرژی نور و انتقال آن به کلروفیل ها استفاده می‌کنند. (بعضی از سیانوباکتری‌ها مانند پروکلروفیت‌ها کلروفیل ب را به جای فیکوبیلین به کار می‌برند. ) تصور می‌شود که کلروپلاستهای موجود در گیاهان و جلبکها همگی از سیانوباکتریها تکامل یافته‌اند.
گروه‌های مختلف دیگری از باکتری‌ها از رنگدانه‌های باکتریوکلروفیل (مشابه کلروفیل‌ها) برای فتوسنتز استفاده می‌کنند. این باکتری‌ها برخلاف سیانوباکتری‌ها اکسیژن تولید نمی‌کنند؛ آنها معمولاً به جای آب از هیدروژن سولفید به عنوان دهنده الکترون استفاده می‌کنند.
اخیراً رنگدانه بسیار متفاوتی در برخی از گاما پروتئوباکتری‌های دریایی یافت شده است: پروتئورودوپسین. این رنگدانه مشابه و احتمالاً منشأ گرفته از باکتریورودوپسین است.